# المرير (محافظة الحناكية)
المرير قرية من قرى محافظة وادي الفرع في منطقة المدينة المنورة في السعودية، تقع جنوب المدينة المنورة 

## التاريخ
المرير هي قرية تابعة لمنطقة حائل من الجهة الجنوبية وتبعد عن المدينة المنورة 175كم. وتتميز بموقعها الجغرافي، وهي آخر نقطة لمنطقة حائل من جهة الجنوب وتبعد عن حائل 260كم.